# Марк III (радіотелескоп)
Марк III — колишній портативний повністю рухомий радіотелескоп, який розташовувався у Вордлі, поблизу Нентвіча, у графстві Чешир на північному заході Англії. Побудований у 1966 році, він дистанційно керувався з обсерваторії Джодрел-Бенк і, в основному, використовувався як частина інтерферометричної мережі радіотелескопів MERLIN. Марк III був розроблений Чарльзом Гасбендом за ініціативою Бернарда Ловелла.

## Технічні характеристики
Фінансування телескопа було отримано в 1963 році від Відділу наукових і індустріальних досліджень. Телескоп був розроблений інженерами-консультантами Husband and Co., а сконструйований Fairey Engineering. Спостереження телескоп розпочав у липні 1967 року. Ним можна було керувати або локально, або за допомогою дистанційного керування через ультрависокочастотні та мікрохвильові канали з обсерваторії Джодрелл-Бенк, і дистанційне керування використовувалося найчастіше.
Подібно до Марк II, телескоп мав еліптичну параболічну антену 38,1 м на 25,4 м. Однак, на відміну від Марк II, антена була виготовлена з дротяної сітки з 25-міліметровим дротом з точністю до 13 мм. Коли телескоп був спрямований на горизонт, на радіолінії водню 21 см ефективність телескопа складала 81 %, а на довжині хвилі 11 см падала до 45 %. Деформація телескопа під дією сили тяжіння також значно впливала на ефективність телескопа.
У фокусі телескопа знаходилась кубічна кабіна розміром приблизно 2,5 м, також схожа на кабіну Марк II, підтримувана чотирма сталевими опорами. До неї можна було потрапити по драбині на одній з опор, коли чаша телескопа була спрямована до горизонту.
Керування телескопом за азимутом і висотою здійснювалося системами гідравлічного приводу. Для повороту за азимутом в рух приводилися два з шести візків, на які спирався телескоп, а рух за висотою здійснювався за допомогою двох 4,9-метрових гідравлічних поршнів. Рух виконувався електродвигуном потужністю 5 кінських сил зі швидкістю до 5 градусів за хвилину. Система приводу була захищена за допомогою сигналізаторів надлишкового тиску і запобіжних клапанів, а також двох сигналізаторів (один на телескопі, один у Джодреллі).
Основною метою створення телескопа було використання його в поєднанні з Лавеллівським телескопом як повністю керованого інтерферометра для визначення розмірів радіоджерел. Розміри радіоджерел ще не були відомі навіть за порядком величини, і не було можливості оцінити оптимальну відстань між телескопами (роздільна здатність інтерферометра обернено пропорційна відстані). У результаті телескоп був побудований таким чином, щоб його можна було повністю розібрати та зібрати на новому місці протягом 6 місяців.
Відстань між телескопом Марк III і Лавеллівським телескопом становила 24 км, даючи роздільну здатність у межах від 0,2 до 17 кутових секунд в залежності від частоти спостережень.
У 1996 році телескоп було виведено з експлуатації через вік і недостатню чутливість порівняно з сучасними телескопами. Згодом його розібрали та продали на металобрухт.